# 海恩斯波特鎮區 (新澤西州)
海恩斯波特鎮區（英語：Hainesport Township）是位於美國新澤西州伯靈頓縣的一個鎮區。

## 地方資料
海恩斯波特鎮區的面積為17.59平方千米，當中陸地面積為16.76平方千米，而水域面積為0.83平方千米。根據2020年美國人口普查的數據，當地共有人口6035人，而人口密度為每平方千米343.09人。